# Pristimantis orphnolaimus
Espèce
Synonymes
- Eleutherodactylus orphnolaimus Lynch, 1970

Statut de conservation UICN

 LC  : Préoccupation mineure
Pristimantis orphnolaimus est une espèce d'amphibiens de la famille des Craugastoridae.

## Répartition
Cette espèce se rencontre en Équateur et dans le nord-est du Pérou.

## Description
Le mâle mesure 24,0 mm et la femelle 33,4 mm.

## Publication originale
- Lynch, 1970 : A new eleutherodactyline frog from Amazonian Ecuador. Proceedings of the Biological Society of Washington, vol. 83, p. 221-226 (texte intégral).